# Nabu-mukin-zeri
Nabu-mukin-zeri (también conocido como ukin-zer, griego: "Chinzeros".El Canon Ptolemaico le nombra como Χινζηρος), rey de Babilonia, 732-729 a. C. Era un jefe caldeo de la tribu Amukanu que se apoderó del trono, derrocando a Nabu-shuma-ukin II. Los asirios trataron de que el pueblo se rebelase contra él, pero no tuvieron éxito. Su reinado fue llevado a su fin con la toma de la fortaleza de Sapia por las fuerzas de Tiglatpileser III. Fue asesinado durante el asedio asirio de Babilonia
| Predecesor: Nabu-shuma-ukin II | Rey de Babilonia 732-729 a. C. | Sucesor: Tiglath-Pileser III |